# Бажання (фільм, 1936)
«Бажання» (англ. Desire) — художній фільм режисера Френка Борзейгі.

## Сюжет
Мадлен де Бюпре (Марлен Дітріх) — невтомна авантюристка. Мадлен вигадує чудову аферу і спритно дурить продавця ювелірного магазину. Заволодівши намисто з перлів, що стоїть цілий статок, вона біжить із Парижа. На величезній швидкості вона мчить машиною до іспанського кордону і мало не збиває Тома Бредлі (Гері Купер), молодого американського інженера, який перебуває у відпустці.
Злякавшись бути спійманою з викраденим намистом на іспанській митниці, Мадлен непомітно для всіх кладе його в кишеню Тома. Вони обидва успішно проходять митницю і вирушають своїми маршрутами. Тепер первісним завданням для Мадлен стає якимось чином забрати дороге намисто з кишені піджака Тома Бредлі.

## В ролях
- Марлен Дітріх — Мадлен де Бюпре
- Гері Купер — Том Бредлі
- Джон Холлідей — Карлос Марголі
- Вільям Фраулі — Містер Гібсон
- Акім Таміров — офіцер поліції

## Історія створення
Спочатку на роль Тома Бредлі був затверджений Джон Гілберт. Але за кілька тижнів до зйомок він переніс серцевий напад. Щоб не затримувати знімальний процес, його відразу замінили Гері Купером. Через кілька днів Гілберт помер від гострої серцевої недостатності.
Фільм знімався на студії «Парамаунт» і в ранчо Айверсон, Каліфорнія, і в незвичайних для свого часу Франції та Іспанії.